# Cécilia Josserand
Cécilia Josserand est une joueuse de football française née le 5 juillet 1987 à  Saint-Rémy. Elle évolue au poste d'attaquante.

## Carrière
- 2001-2002 : Racing Club Flacé Mâcon
- 2002-2007 : Olympique lyonnais
- 2007-2016 : Racing Club Flacé Mâcon

## Palmarès
- Vainqueur du Challenge de France en 2003 et 2004 avec le FC Lyon
- Vainqueur du Championnat d'Europe féminin des moins de 19 ans en 2003